# Gabriel Dumont (Eishockeyspieler)
Gabriel Paul Joseph Dumont (* 6. Oktober 1990 in Dégelis, Québec) ist ein kanadischer Eishockeyspieler, der seit Juni 2022 bei den Syracuse Crunch aus der American Hockey League (NHL) unter Vertrag steht und dort bereits seit Oktober 2021 auf der Position des Centers spielt. Zuvor absolvierte Dumont unter anderem 93 Spiele für die Canadiens de Montréal, Tampa Bay Lightning, Ottawa Senators und Minnesota Wild in der National Hockey League (NHL).

## Karriere

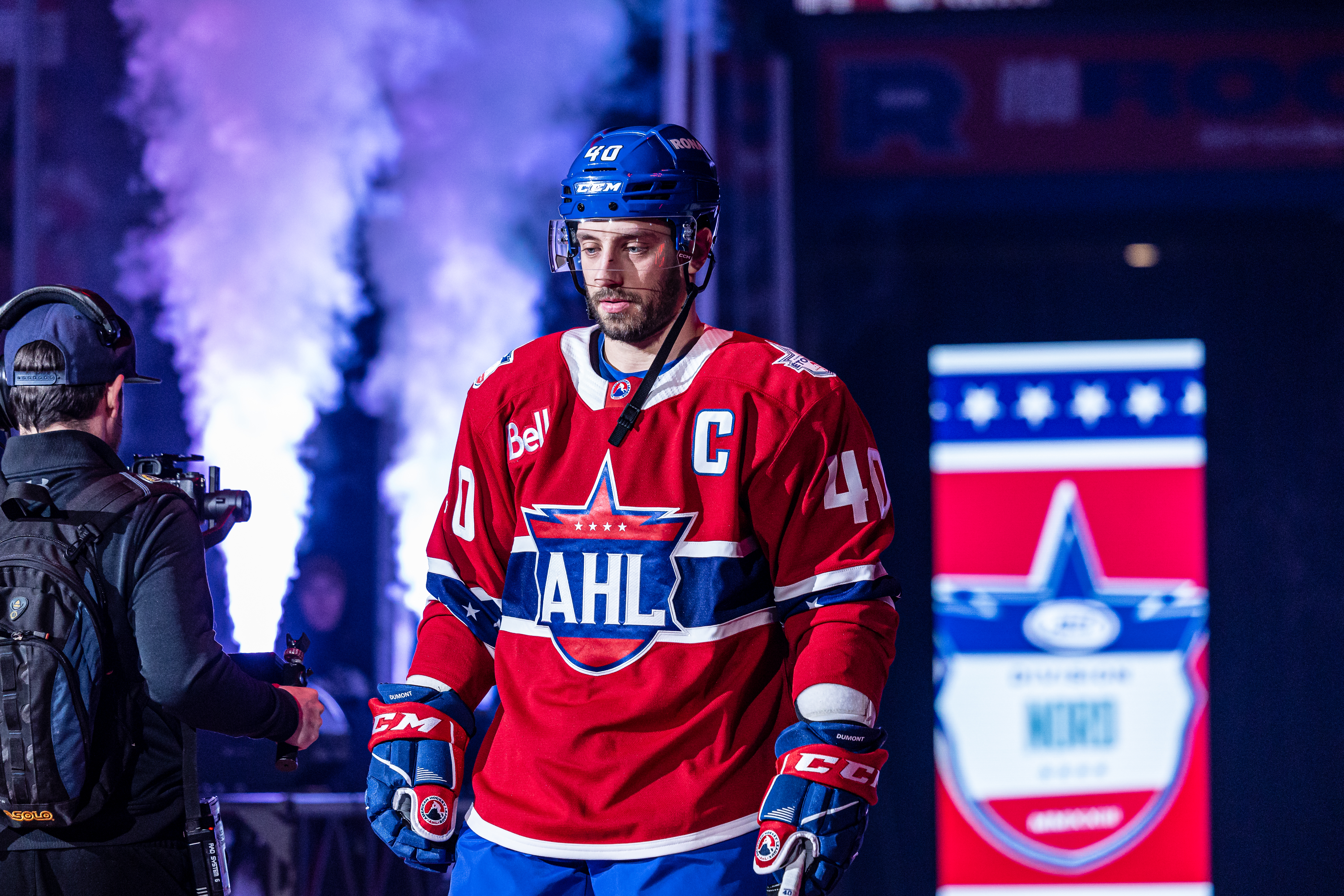
Dumont beim AHL All-Star Classic 2023

Dumont verbrachte seine Juniorenkarriere zwischen 2007 und 2010 bei den Voltigeurs de Drummondville aus der Ligue de hockey junior majeur du Québec (LHJMQ). Mit dem Team gewann er im Jahr 2009 die Meisterschaft der LHJMQ in Form der Coupe du Président und nahm im selben Jahr auch am Memorial Cup teil, ehe er im NHL Entry Draft 2009 in der fünften Runde an 139. Stelle von den Canadiens de Montréal aus der National Hockey League (NHL) ausgewählt wurde. Sein letztes Jahr im Juniorenbereich schloss er als bester Torschütze der Liga ab, was ihm Berufungen ins LHJMQ First All-Star Team und CHL Second All-Star Team einbrachte. Zudem erhielt er die Trophée Guy Carbonneau.
Noch zum Ende der Saison 2009/10 wurde der Mittelstürmer von den Canadiens unter Vertrag genommen und in deren Farmteam, den Hamilton Bulldogs, in der American Hockey League (AHL) eingesetzt. Dort spielte er auch die folgenden fünf Spielzeiten, ehe das Franchise umgesiedelt wurde und in der Spielzeit 2015/16 als St. John’s IceCaps aufs Eis ging. Ab der Saison 2011/12 war Dumont auch immer wieder sporadisch in der NHL bei den Canadiens de Montréal eingesetzt worden. Nachdem sein Vertrag nach sechs Jahren in der Organisation zum Ende des Spieljahres 2015/16 nicht verlängert worden war, wechselte der Angreifer als Free Agent zum Ligakonkurrenten Tampa Bay Lightning, wo er beim AHL-Farmteam Syracuse Crunch eingesetzt wurde. Im Januar 2017 feierte er sein NHL-Debüt für Tampa und etablierte sich in der Folge im Aufgebot der Lightning.
Im November 2017 sollte der Angreifer allerdings ein weiteres Mal in die AHL geschickt werden und wurde dabei vom Waiver von den Ottawa Senators verpflichtet. Bereits im folgenden Februar kehrte er über den gleichen Weg nach Tampa zurück. In der Folge wechselte er im Juli 2019 als Free Agent zu den Minnesota Wild, ebenso wie im Juli 2021 zu den Tampa Bay Lightning, sodass er zu seinem früheren Arbeitgeber zurückkehrte. In der Organisation der Lightning spielte Dumont in der Folge aber nur noch beim AHL-Kooperationspartner in Syracuse, wo er ab Juni 2022 einen reinen AHL-Vertrag mit einer Laufzeit von zwei Jahren unterschrieb. Der Vertrag wurde im Sommer 2024 um ein Jahr verlängert.

## Erfolge und Auszeichnungen
| - 2009 Coupe-du-Président-Gewinn mit den Voltigeurs de Drummondville - 2010 LHJMQ First All-Star Team - 2010 Trophée Guy Carbonneau | - 2010 CHL Second All-Star Team - 2013 Teilnahme am AHL All-Star Classic - 2023 Teilnahme am AHL All-Star Classic |

## Karrierestatistik
Stand: Ende der Saison 2023/24
(Legende zur Spielerstatistik: Sp oder GP = absolvierte Spiele; T oder G = erzielte Tore; V oder A = erzielte Assists; Pkt oder Pts = erzielte Scorerpunkte; SM oder PIM = erhaltene Strafminuten; +/− = Plus/Minus-Bilanz; PP = erzielte Überzahltore; SH = erzielte Unterzahltore; GW = erzielte Siegtore; 1 Play-downs/Relegation; Kursiv: Statistik nicht vollständig)